# Ирбитский государственный музей изобразительных искусств
Ирбитский государственный музей изобразительных искусств имени В.А. Карпова — музей живописи, расположенный в городе Ирбит Свердловской области, Россия.

## Описание
Музей основан как городской выставочный зал 3 января 1972 года В. А. Карповым — заслуженным работником культуры Российской Федерации, лауреатом премии О.Е. Клера, академиком Демидовской академии искусств и художественных ремёсел. С 1991 года - Ирбитский музей искусств муниципального подчинения. В декабре 1995 года Министерство культуры Российской Федерации признало коллекции музея «национальным достоянием общероссийского значения». В 1997 году получил статус государственного музея изобразительных искусств.
Представляет собой единственный в России специализированный музей гравюры и рисунка.
Имеется подлинная картина Рубенса «Кающаяся Мария Магдалина».
На хранении в музее есть еще одна работа Рубенса — эскиз картины «Положение во гроб», хранившаяся до 1976 года в Эрмитаже и считавшаяся копией. Предположение о подлинности картины возникло во время проведения ее реставрации в 2016–2017 годах, а в 2019 году подлинность подтверждена экспертами Эрмитажа

## Отделы
- Музейный выставочный центр — это структурное подразделение Ирбитского ГМИИ, которое является первой площадкой музея. Расположен по ул. Елизарьевых, 28 в типовой приставке к жилому дому, построенной в 1974 году и реконструированной в 2001-2003 годах. Здесь находится основное хранилище музея, оборудованы выставочные и многоцелевой актовый залы. На базе последнего в 2006 году открыт «Виртуальный филиал Русского музея»[3]. Сейчас это территория временных выставок — в четырех залах музейно-выставочного центра проводятся выставки из собственного собрания и привозные. Музейный выставочный центр Ирбитского ГМИИ

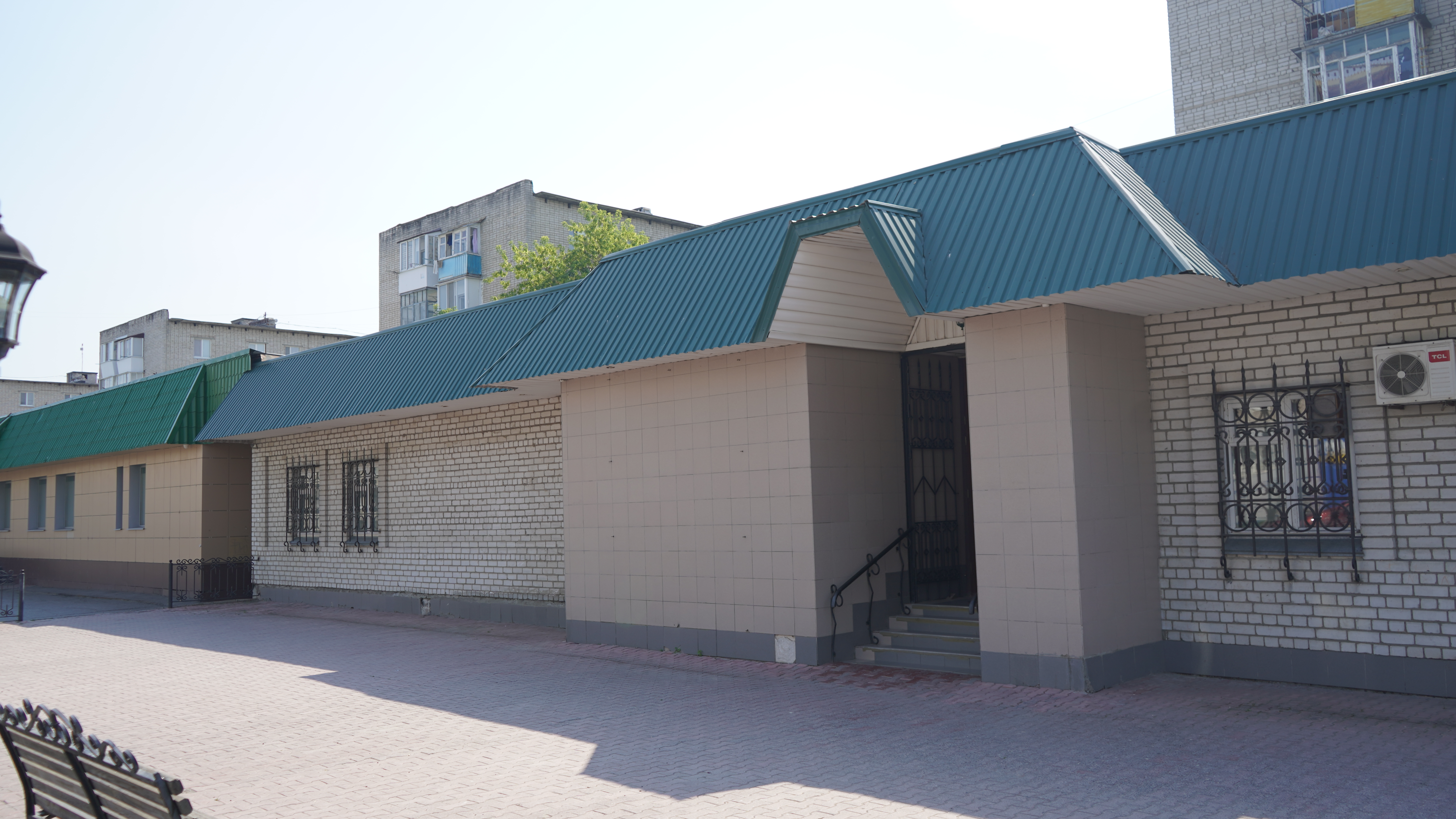
Музейный выставочный центр Ирбитского ГМИИ

- Музей уральского искусства. Открыт в мае 2006 года в отреставрированном двухэтажном «Доме купцов Казанцевых»[4] — памятнике архитектуры конца XIX века[5]. Принадлежит к числу редких музеев страны, деятельность которых основана на коллекционировании и экспонировании современного регионального искусства. Музей уральского искусства — это собрание произведений живописи, графики, скульптуры и декоративно-прикладного, в том числе ювелирного, искусства уральских мастеров XX-начала XXI вв. В собрании Музея уральского искусства, насчитывающем более пяти тысяч экспонатов, представлено творчество многих ведущих уральских художников – Ивана Слюсарева и Германа Мелентьева, Александра Бурака и Николая Чеснокова, Геннадия Мосина и Германа Метелева, Виталия Воловича и Миши Брусиловского, Бориса Семенова и Льва Вейберта, Андрея Антонова и Людмилы Кружаловой. Музей уральского искусства Ирбитского ГМИИ

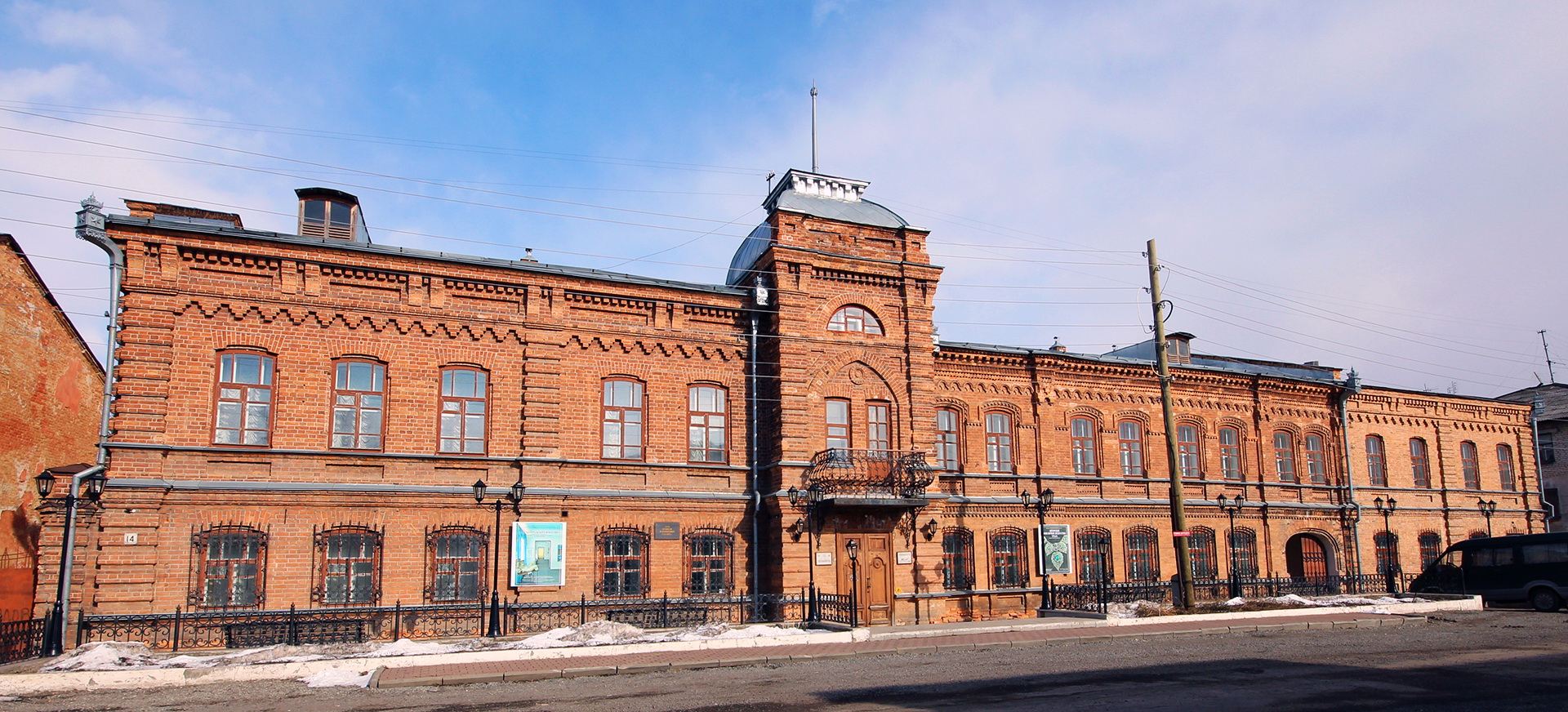
Музей уральского искусства Ирбитского ГМИИ

- Музей гравюры и рисунка. Музей открылся в 2014 году в «Торговом ряду Ирбитской ярмарки» — отреставрированном и реконструированном памятнике архитектуры регионального значения последней четверти XIX века. Здесь 26 соединенных по принципу анфилады экспозиционных залов на двух этажах, где открыты постоянные экспозиции «Мастера европейского искусства XVI-XX веков» и «Русское и советское искусство XVIII-XX веков». Еще один зал, самый большой и торжественный, называется «терракотовый». Как и верхний вестибюль, он оформлен в духе высокой греческой классики.
- Музейный творческий центр — самое молодое структурное подразделение Ирбитского ГМИИ. Располагается в памятнике архитектуры регионального значения последней трети XIX века «Торговый дом купцов Казанцевых». Находится в непосредственной близости к Музею уральского искусства. В настоящее время происходит процесс создания здесь творческих территорий многофункционального центра. Уже работает большой выставочный зал, готовы к приему посетителей мастерские для проведения рассчитанных на разные возрастные категории мастер-классов —  по изготовлению линогравюры и монотипии, росписи имбирных пряников и бисероплетению, работает творческая фотостудия. Музейный творческий центр Ирбитского ГМИИМузей гравюры и рисунка Ирбитского ГМИИ

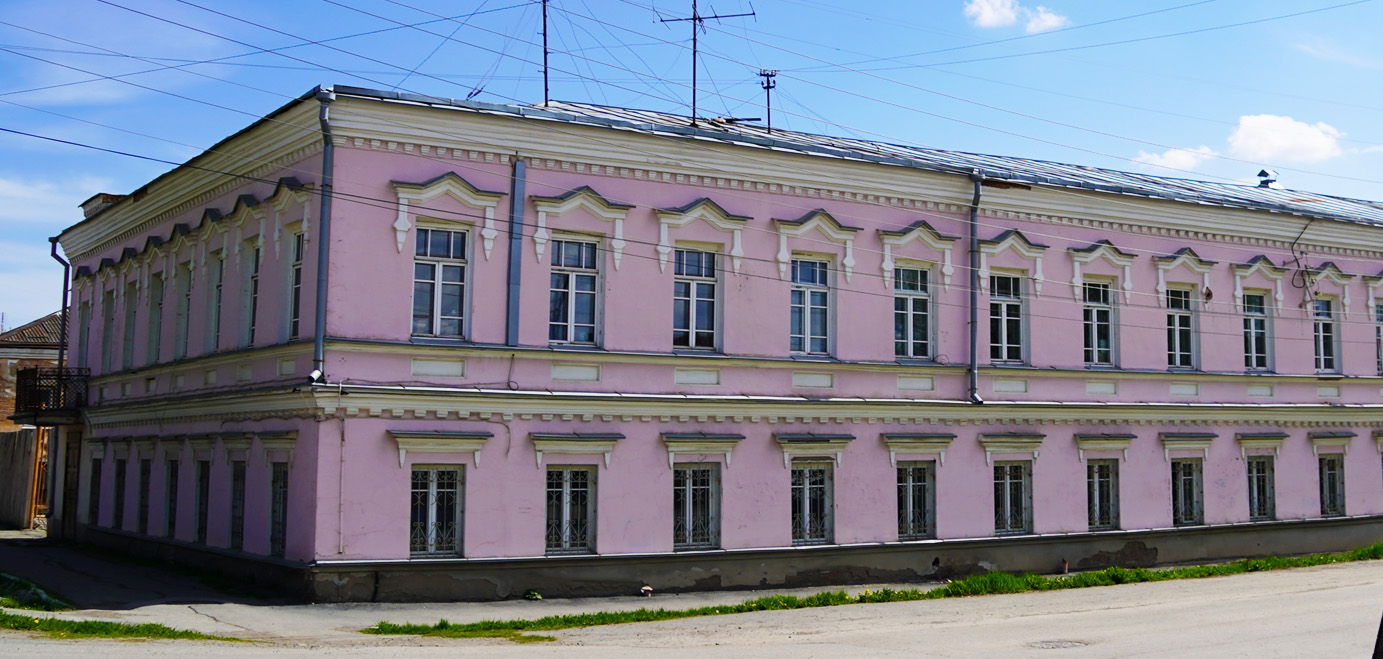
Музейный творческий центр Ирбитского ГМИИ

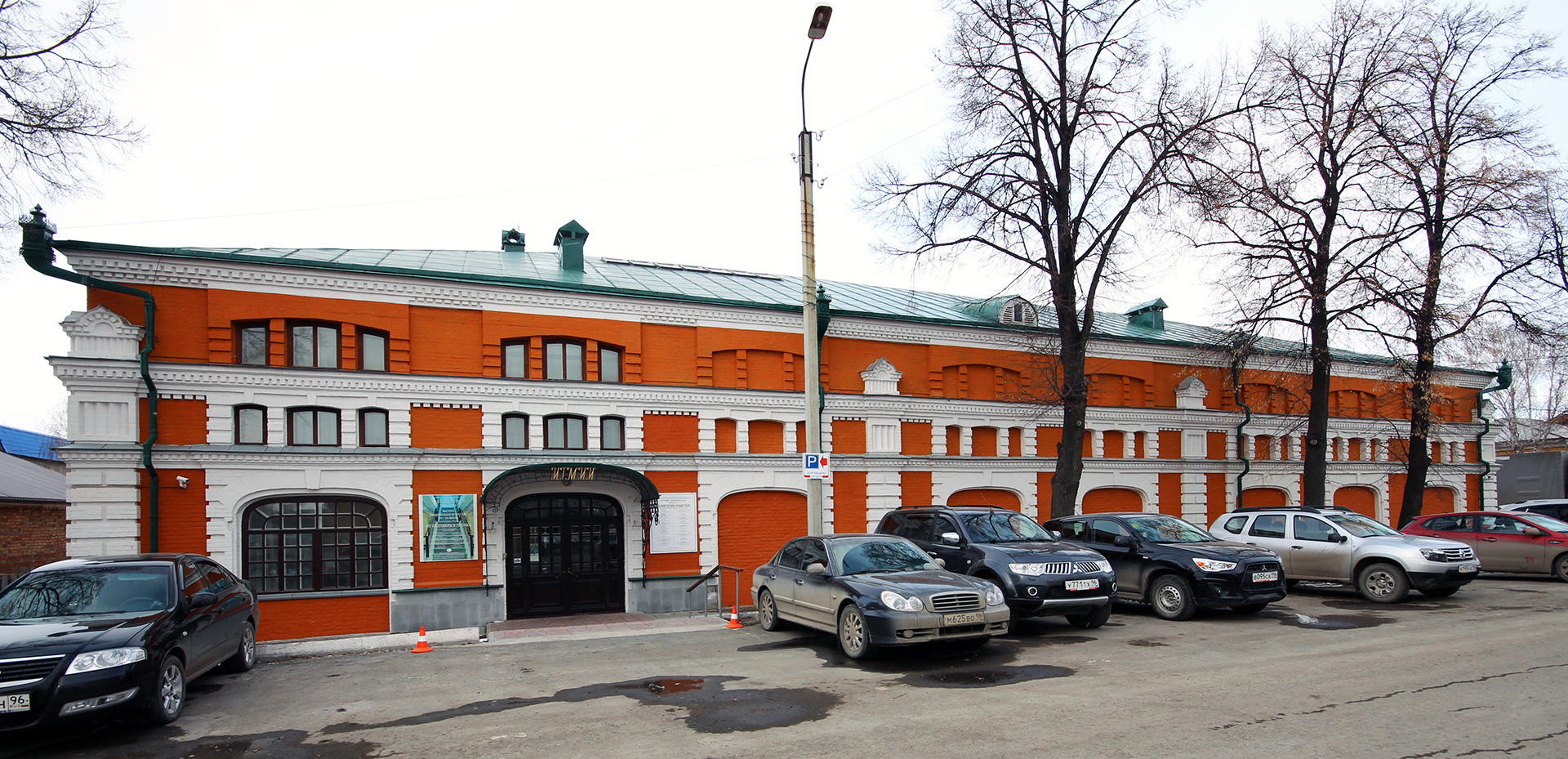
Музей гравюры и рисунка Ирбитского ГМИИ

## Собрания
- Мастера гравюры и рисунка. Европа и Россия XVI-XX веков.
- Мастера уральского искусства XX века. Живопись, графика, скульптура, декоративно-прикладное искусство.